# Auxiliari romani

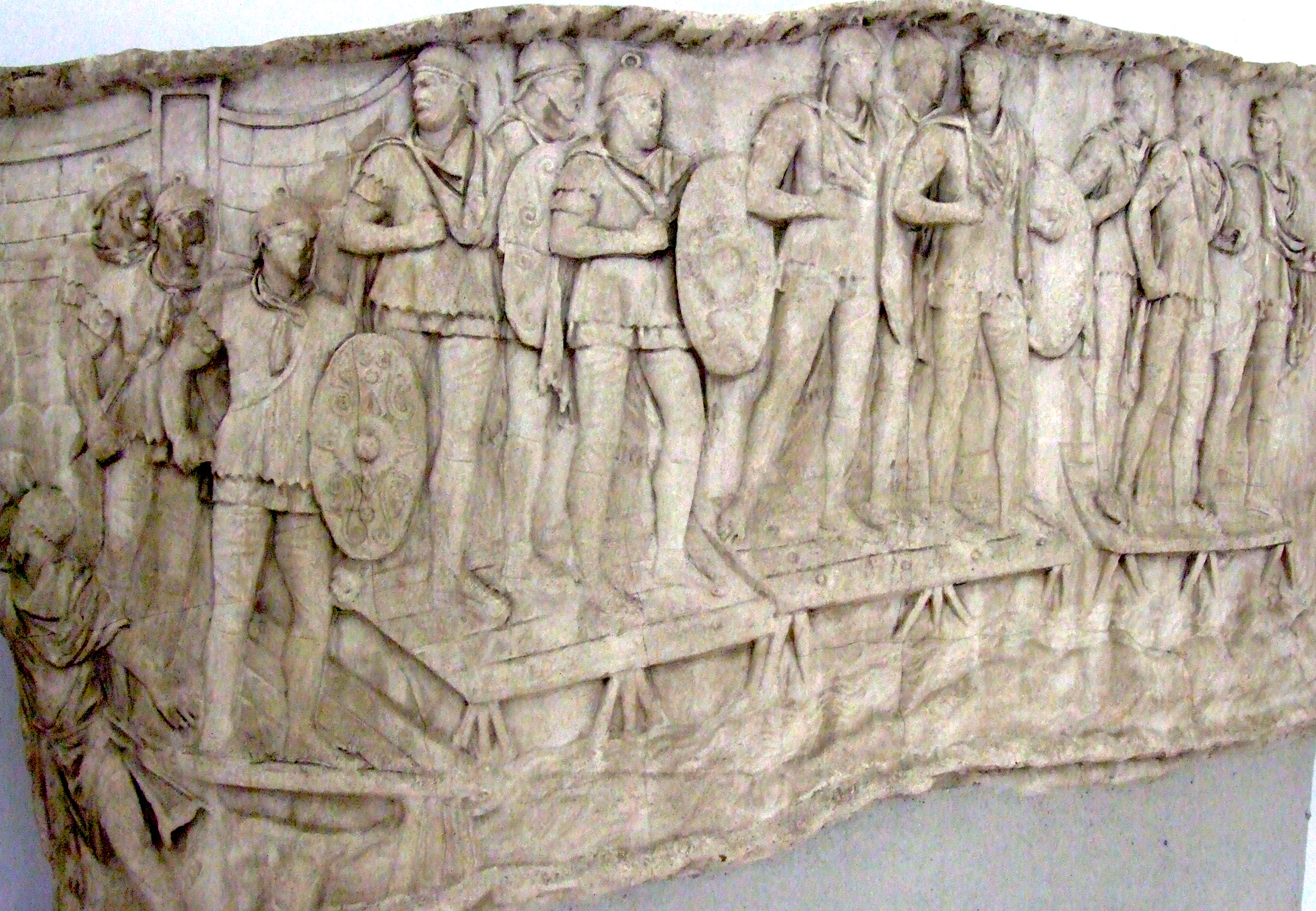
Auxiliari romani traversând o apă, probabil Dunărea, pod construit de Traian, Războaiele daco-romane, Muzeul Național de Istorie România

Auxiliarii romani (din latină auxilia - suport) au format corpuri permanente de non-cetățeni în armata romană a Principatului (30 î.Hr.-284 d.Hr.), alături de cetățenii romani din legiuni. 
Auxiliarii, cavalerie ușoară, infanterie ușoară sau lăncieri, erau trupe barbare instruite în stil roman și echipate cu un scut oval în locul celui dreptunghiular. În timpul diviziunii imperiilor romane, auxilia deveniseră o forță puternică, în Imperiul Roman de Apus, erau întruchipați de infanteria Foederati si de cavaleria grea auxilia palantina, iar în cel opus, de doua tipuri de cavalerie grea, auxilia palantina si auxilia sarmantina, provenind din triburile sarmantine integrate în Imperiul de Răsărit, folosiți ca mercenari și în Imperiul Roman de Apus.